# Araneus pico
Araneus pico Levi, 1991 è un ragno appartenente alla famiglia Araneidae.

## Distribuzione
L'olotipo femminile è stato rinvenuto in una località del Brasile centromeridionale: nel territorio del monte Pico da Tijuca, ad un'altitudine compresa fra 500 e 950 metri, nello stato di Rio de Janeiro.

## Tassonomia
Non sono stati esaminati esemplari di questa specie dal 1991
Attualmente, a dicembre 2013, non sono note sottospecie